# Ukselmapää
Ukselmapää är en kulle i Finland.   Den ligger i den ekonomiska regionen Norra Lappland och landskapet Lappland, i den norra delen av landet, 900 km norr om huvudstaden Helsingfors. Toppen på Ukselmapää är 283 meter över havet.
Terrängen runt Ukselmapää är huvudsakligen lite kuperad.  Trakten runt Ukselmapää är nära nog obefolkad, med mindre än två invånare per kvadratkilometer. Det finns inga samhällen i närheten. 